# باشگاه فوتبال پوشکاش آکادمیا
باشگاه فوتبال پوشکاش آکادمیا، یک باشگاه فوتبال مستقر در فِلچوت، مجارستان است که در لیگ دسته اول فوتبال مجارستان، رقابت می‌کند.
پوشکاش آکادمیا پنج فصل را در بالاترین سطح فوتبال مجارستان گذرانده و به فینال فصل ۱۸–۲۰۱۷ جام حذفی مجارستان رسیده‌است.

## تاریخچه
هدف بنیانگذاران، تأسیس آکادمی برای باشگاه فوتبال مول فهروار و ایجاد یک یادبود مناسب برای فرانس پوشکاش، فوتبالیست سابق مجارستان بود.
در هفته ۳۰ فصل ۱ فصل ۱۶–۲۰۱۵ لیگ مجارستان، روبرت یارنی به دلیل شکست مقابل باشگاه فوتبال بِکِش‌چابا ۱۹۱۲ در پانچو آرنا در ۱۶ آوریل ۲۰۱۶ از سرمربیگری این تیم برکنار شد که منجر به قرار گرفتن در آخرین رده لیگ و سقوط آن برای اولین بار در تاریخ شد.
در ۲۲ دسامبر ۲۰۱۶، آتیلا پینتر به عنوان سرمربی این باشگاه منصوب شد. پینتر، مزوکووشد را ترک کرد و در فصل ۱۷–۲۰۱۶ به پوشکاش آکادمیا پیوست
در ۲۱ مه ۲۰۱۷، پوشکاش آکادمیا پس از تساوی بدون گل مقابل سگلد در آلبرتیرشا، قهرمان فصل ۱۷–۲۰۱۶ لیگ دسته دوم مجارستان شد. در نتیجه، پوشکاش آکادمیا به فصل ۱۸–۲۰۱۷ لیگ دسته اول صعود کرد. آنها تنها با گذراندن یک سال در لیگ دسته دوم توانستند به لیگ دسته اول برگردند.
در ۱۲ ژوئن ۲۰۱۷، آندراش کومیاتی، مدیر سابق باشگاه واشاش، به عنوان مدیر باشگاه منصوب شد.
قبل از شروع مسابقات لیگ ۱۸–۲۰۱۷، پوشکاش آکادمیا با مولنار از مزوکووشدی و رادو از فرنتس‌واروش قرارداد امضا کرد و بدین ترتیب سومین تیم ارزشمند در فصل ۱۸–۲۰۱۷ لیگ دسته اول شد.
در ۴ ژوئن ۲۰۱۸، پینتر پس از کسب رتبه ششم در مسابقات لیگ ۱۸–۲۰۱۷ اخراج شد.
در ۸ دسامبر ۲۰۱۸، پس از تساوی ۱–۱ مقابل پاکش، بنچیش به دلیل نتایج منفی اخراج شد. این باشگاه قبل از تعطیلات زمستانی نهم شد؛ بنابراین، آندراش کومیاتی سرمربی موقت آخرین هفته لیگ ۱۹–۲۰۱۸ بود.
در ۲۹ دسامبر ۲۰۱۸، یانوش رادوکی به عنوان مدیر باشگاه منصوب شد. رادوکی قبلاً ۲۵ بازی در بوندس‌لیگا ۲۰۰۰–۱۹۹۹ در اولم به عنوان بازیکن انجام داده بود. او تیم زیر ۱۷ سال آگسبورگ و تیم زیر ۱۹ سال گروتر فورث را نیز مدیریت کرده بود. در ۷ آوریل ۲۰۱۹، رادوکی پس از شکست سنگین ۰–۴ در خانه مقابل کیشواردا جای خود را به آندراش کومیاتی داد.
اولین بازی، برابر بوداپست هونود در خانه، در فصل ۲۱–۲۰۲۰ لیگ، پس از مثبت شدن تست کووید-۱۹ یکی از بازیکنان باشگاه به تعویق افتاد.
پوشکاش آکادمیا در این فصل دوم شد؛ بنابراین، آنها واجد شرایط بازی در فصل ۲۲–۲۰۲۱ لیگ کنفرانس اروپا بودند. پوشکاش آکادمیا در مرحله اول مقابل اینتر تورکو به تساوی دست یافت و در خانه تیم فنلاندی را شکست داد. با این حال، در مرحله دوم پوشکاش آکادمیا هم در خانه ۰–۲ و هم در خارج از خانه ۰–۳ از باشگاه لتونیایی آراف‌اس شکست خورد.

## افتخارات
- لیگ دسته اول مجارستان:
  - رتبه دوم (۱): ۲۱–۲۰۲۰
  - رتبه سوم (۱): ۲۰–۲۰۱۹
- لیگ دسته دوم مجارستان:
  - قهرمان (۱): ۱۷–۲۰۱۶
- جام حذفی:
  - نایب‌قهرمان (۱): ۱۸–۲۰۱۷

### تیم نوجوانان
- جام پوشکاش:
  - نایب‌قهرمان (۳): ۲۰۰۸، ۲۰۱۲، ۲۰۱۴

## بازی‌های اروپایی
| فصل     | مسابقات           | مرحله | حریف        | میزبان | مهمان | مجموع |
| ------- | ----------------- | ----- | ----------- | ------ | ----- | ----- |
| ۲۱–۲۰۲۰ | لیگ اروپا         | 1QR   | هاماربی     | —      | ۰−۳   | —     |
| ۲۲–۲۰۲۱ | لیگ کنفرانس اروپا | 1QR   | اینتر تورکو | ۲–۰    | ۱–۱   | ۳–۱   |
| ۲۲–۲۰۲۱ | لیگ کنفرانس اروپا | 2QR   | آراف‌اس      | ۰−۲    | ۰−۳   | ۰−۵   |

یادداشت‌ها
- QR: مرحله انتخابی

## بازیکنان

### بازیکنان کنونی
تا تاریخ ۱۲ مارس ۲۰۲۲
| شماره |           | پست       | بازیکن             |
| ----- | --------- | --------- | ------------------ |
| ۱     | مجارستان  | دروازه‌بان | بالاژ توت          |
| ۳     | پرتغال    | مدافع     | ژوائو نونز         |
| ۵     | مجارستان  | هافبک     | نوربرت کیس         |
| ۶     | هلند      | هافبک     | یوئل فان نیف       |
| ۷     | مجارستان  | مدافع     | ایشتوان چیرماز     |
| ۸     | اسلواکی   | هافبک     | جوزف اوربلیک       |
| ۹     | جمهوری چک | مهاجم     | لیبور کوزاک        |
| ۱۰    | رومانی    | مهاجم     | الکساندرو بالوتا   |
| ۱۱    | هلند      | مهاجم     | لوسیانو اسلاگفیر   |
| ۱۴    | مجارستان  | هافبک     | دنیل گرا           |
| ۱۵    | جمهوری چک | هافبک     | یاکوب پلشک         |
| ۱۷    | جمهوری چک | مدافع     | پاتریزیو استروناتی |
| ۱۸    | رومانی    | هافبک     | ماریوس کوربو       |
| ۱۹    | اوکراین   | هافبک     | آرتم فاووروف       |
| ۲     | کرواسی    | مهاجم     | یاکوف پولییچ       |

| شماره |          | پست       | بازیکن                   |
| ----- | -------- | --------- | ------------------------ |
| ۲۲    | مجارستان | مدافع     | رولاند ژولنوکی (کاپیتان) |
| ۲۳    | مجارستان | مدافع     | چابا اسپاندلر            |
| ۲۴    | مجارستان | دروازه‌بان | تاماش مارکک              |
| ۲۵    | مجارستان | هافبک     | ژولت ناگی                |
| ۳۱    | مجارستان | دروازه‌بان | آگوستون کیس              |
| ۳۵    | اوکراین  | هافبک     | کیریلو یانیتسکی          |
| ۴۹    | الجزایر  | مدافع     | محمد مزغرانی             |
| ۶۷    | مجارستان | هافبک     | بالاژ باکتی              |
| ۷۷    | مجارستان | مهاجم     | آلن اسکریبک              |
| ۸۸    | مجارستان | مدافع     | بندگوز فارکاس            |
| ۹۰    | برزیل    | مهاجم     | وسلن جونیور              |
| ۹۷    | مجارستان | مهاجم     | گیورگی کومارومی          |
| ۹۹    | مجارستان | مدافع     | لاژلو دویچ               |

### قرض داده‌شده
| شماره |          | پست   | بازیکن                     |
| ----- | -------- | ----- | -------------------------- |
| ۷     | مجارستان | مهاجم | تاماش کیس (به کامبور)      |
| ۱۸    | مجارستان | مدافع | آندراش هوژتی (به بودافوکی) |
|       | مجارستان | هافبک | ژولت ماگیار (به چاکوار)    |

| شماره |          | پست   | بازیکن                            |
| ----- | -------- | ----- | --------------------------------- |
| ۳۹    | مغولستان | مهاجم | گانبایار گانبولد (به کومارنو)     |
| ۷۱    | مجارستان | هافبک | پاتریک پوژتوبانیی (به زالائگرسگی) |
|       | مجارستان | هافبک | بوتوند ناندوری (به چاکوار)        |
|       | رومانی   | مهاجم | ناندور تاماش (به چاکوار)          |

## بازیکنان ایرانی
- شهاب زاهدی